# Henry Huntly Haight
Henry Huntly Haight, né le 20 mai 1825 à Rochester (New York) et mort le 2 septembre 1878 à San Francisco, est un homme politique américain membre du Parti démocrate, qui est notamment gouverneur de Californie entre 1867 et 1871.